# Граница между Нигером и Чадом

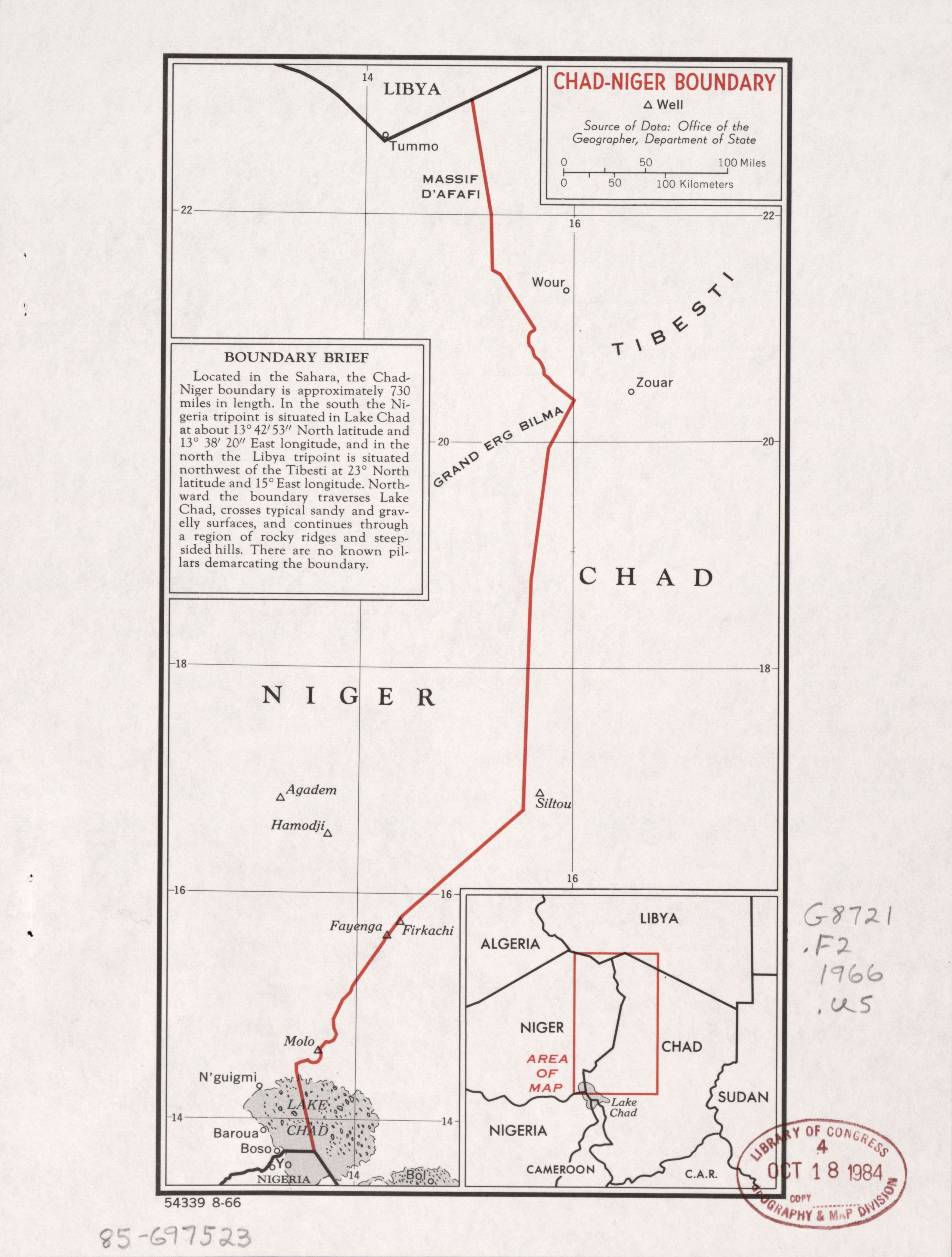
Граница между Нигером и Чадом

Граница между Нигером и Чадом составляет 1196 км в длину и проходит от тройного пограничного стыка с Ливией на севере до тройного пограничного стыка с Нигерией на юге.

## Описание
Граница состоит из серии в основном прямых линий. Северный участок границы начинается у гор Тибести на ливийском тройном пограничном стыке и проходит примерно на юго-восток; граница здесь проходит через массив д’Афафи и Эрг Бильма. Средняя часть границы немного наклонена на юго-запад, а южная часть продолжается в гораздо более выраженном юго-западном направлении вниз к озеру Чад, после чего прямая линия, поворачивающая на юго-восток, соединяет границу с нигерийским тройным пограничным стыком. Большая часть границы проходит в пустыне Сахара, а более южные участки лежат в пределах Сахеля. Приграничный район очень малонаселён, в непосредственной близости от него нет городов или деревень.

## История
В 1880-е годы между европейскими державами велась острая конкуренция за территории и зоны влияния в Африке, процесс, известный как гонка за Африку. Кульминацией процесса стала Берлинская конференция 1884 года, на которой заинтересованные европейские страны согласовали свои территориальные претензии и правила ведения боевых действий. В результате этого Франция получила контроль над верхней долиной реки Нигер (примерно эквивалентной территориям современных Мали и Нигера), а также над землями, исследованными Пьером Саворньяном де Браззой для Франции в Центральной Африке (примерно эквивалентными современному Габону и Республике Конго). С этих баз французы исследовали глубже внутренние районы, в конечном итоге соединив две области после экспедиций в апреле 1900 года, которые встретились в Куссери на крайнем севере современного Камеруна. Эти недавно завоёванные регионы первоначально управлялись как военные территории, а две области позже были организованы в колонии Французской Западной Африки (Afrique occidentale française, сокращённо AOF) и Французской Экваториальной Африки (Afrique équatoriale française, AEF), граница между этими двумя образованиями является современной границей между Чадом и Нигером. Точное выравнивание границы было определено позже: южный участок был демаркирован до 16-й параллели северной широты в феврале 1912 года в соответствии с соглашением, подписанным командующими военных территорий Чада и Нигера, которое было дополнительно изменено после оценки на месте в 1939 году. 18 марта 1931 года северный сегмент границы приобрёл свою современную форму с подписанием Меморандума № 2268, в результате которого горы Тибести были переданы из AOF в AEF (то есть из Нигера в Чад).
По мере роста движения за деколонизацию в эпоху после Второй мировой войны Франция постепенно предоставляла больше политических прав и представительства своим африканским колониям к югу от Сахары, что привело к предоставлению широкой внутренней автономии Французской Западной Африке в 1958 году в рамках Французского сообщества. В конце концов, в августе 1960 года и Чад, и Нигер получили полную независимость, и их общая граница стала международной границей между двумя независимыми государствами.
В последние годы граница привлекла к себе повышенное внимание в связи с ростом перемещений беженцев и мигрантов, некоторые из которых организованы профессиональными контрабандистами. Ситуация усугубилась после открытия золота в регионе Тибести в Чаде в конце 2000-х — начале 2010-х годов, что вызвало большой приток людей в этот район. 9 июня 2018 года в результате столкновения между подозреваемыми в контрабанде людей и военными Нигера погибли два нигерских солдата. Крайний юг приграничной зоны пострадал от перемещений беженцев, вызванных продолжающимися действиями повстанческого движения Боко Харам в соседней Нигерии.

## Пограничные переходы
Автомобильные пограничные переходы соединяют Нгигми в Нигере с чадскими городами Ноку и Риг-Риг. Однако грунтовый маршрут чрезвычайно сложен и подвержен нападениям бандитов; большинство сторонних правительств не поощряют поездки в этот регион.